# Ust'-Doneckij
Ust'-Doneckij (in russo Усть-Донецкий?) è un insediamento operaio della Russia europea meridionale nell'oblast' di Rostov; è il centro amministrativo del distretto Ust'-Doneckij.
Si trova a nord-est di Rostov sul Don, sulla riva destra del Severskij Donec, a 4 chilometri dalla sua confluenza nel Don.